# Прок, Маркус
Маркус Прок (нем. Markus Prock; 22 июня 1964, Инсбрук, Австрия) — австрийский саночник, выступавший за сборную Австрии с 1983 по 2002 год. Принимал участие в шести зимних Олимпийских играх и выиграл три медали, серебро в Альбервиле (1992 год) и в Лиллехаммере (1994 года), а также бронзу в Солт-Лейк-Сити (2002 год) — всё в одиночных мужских заездах.
Маркус Прок четырнадцать раз получал подиум различных чемпионатов мира, в его послужном списке пять золотых наград (одиночки: 1987, 1996; смешанная команда: 1996, 1997, 1999), четыре серебряные (одиночки: 1990, 1997; смешанная команда: 1991, 1993) и пять бронзовых (одиночки: 1995, 2001; смешанная команда: 1991, 1995, 2001). Прок шесть раз становился призёром чемпионатов Европы, в одиночных заездах он выиграл три золота (1994, 1998, 2002) и два серебра (1988, 1990), а в составе смешанной команды единожды удостоился бронзы (2002).
В общем зачёте Кубка мира Маркус Прок побеждал десять раз, в сезонах 1987—1988, 1990—1991, 1991—1992, 1992—1993, 1993—1994, 1994—1995, 1995—1996, 1996—1997, 1998—1999, 2001—2002, причём первым он оказывался семь раз подряд, чего до сих пор не удалось сделать никакому другому саночнику.
Закончил спортивную карьеру сразу после Олимпийских игр в 2002 году, с 2007 года является директором Тирольской ассоциации санного спорта. Кроме того, заведует делами своего соотечественника прыгуна с трамплина Грегора Шлиренцауэра, который уже успел стать олимпийским чемпионом и самым молодым в истории чемпионом мира. В свободное от работы время любит играть в футбол и теннис, женат, имеет двоих детей.